# John Powell (atleta)
John Powell (San Francisco, Estados Unidos, 25 de junio de 1947-18 de agosto de 2022) fue un atleta especializado en la prueba de lanzamiento de disco en la que llegó a ser medallista de bronce olímpico en 1984.

## Carrera deportiva
En los JJ. OO. de Los Ángeles 1984 ganó la medalla de bronce en el lanzamiento de disco, con un lanzamiento de 65.46 metros, tras el alemán Rolf Danneberg y su compatriota el también estadounidense Mac Wilkins.